# Honda S2000
S2000 je sportski roadster kojeg od 1999. godine proizvodi i prodaje marka Honda.
Pokretan je četverocilindarskim motorom koji iz obujma od samo 2 litre bez ikakvih kompresora ili turbo punjača izvlači snagu od čak 240 KS, što dosad nijedan drugi proizvođač nije uspio postići iz tako malog motora na takav način.Honde za japansko tržište razvijaju 250 Ks dok europska verzija ima 240ks valjda zbog ekoloških propisa.Sto iznsi nevjerojatnih 125ks po litri obujama.Poznata V-Tec tehnologija omogućuje ovom motoru da se vrti do 9000 rpm.Poznati japanski tuner Amuse preradio je S2000 tako podigavši joj obujam na 2.3 litre i snaga sada iznosi impozantnih 320ks bez turbine ili kompresora. Početkom 2004. na tržište je stigao model lagano izmijenjenog izgleda i s nekoliko novih boja karoserije i unutrašnjosti u ponudi. Cijena na našem tržištu trenutačno iznosi nešto više od 42.000 eura.